# Ditrupa gracillima
Ditrupa gracillima är en ringmaskart som beskrevs av Grube 1878. Ditrupa gracillima ingår i släktet Ditrupa och familjen Serpulidae. Inga underarter finns listade i Catalogue of Life.